# Renia subterminalis
Renia subterminalis är en fjärilsart som beskrevs av Barnes och Mcdunnough 1912. Renia subterminalis ingår i släktet Renia och familjen nattflyn. Inga underarter finns listade.